# Inés Arrimadas
Inés Arrimadas García (Jerez de la Frontera, 3 de julio de 1981) es una abogada y expolítica española. Fue presidenta de Ciudadanos de 2020 a 2023, y diputada en el Congreso de los Diputados por Barcelona desde mayo de 2019 a 2023.
Licenciada en Administración y Dirección de Empresas y Derecho por la Universidad Pablo de Olavide, trabajó seis años como consultora en Barcelona. Incorporada a Cs, en 2012 resultó elegida diputada del Parlamento de Cataluña por Barcelona por dicha formación. Asumió el liderazgo efectivo del partido en Cataluña tras la marcha a Madrid de Albert Rivera y entre 2015 y 2019 ejerció de jefa de la oposición en el Parlamento catalán. En 2019 renunció a su escaño de diputada autonómica para concurrir a las elecciones generales de abril de dicho año. Desde entonces ha sido diputada por Barcelona en la xiii y xiv legislaturas del Congreso de los Diputados. El 8 de marzo de 2020 se convirtió en presidenta de Ciudadanos.
En junio de 2023, después de los malos resultados de Ciudadanos en las elecciones autonómicas y municipales, decidió dejar la política activa.

## Biografía

### Orígenes familiares
Inés Arrimadas es la menor de los cinco hijos (tres varones y dos mujeres) del matrimonio compuesto por Rufino Arrimadas e Inés García, ambos oriundos del pueblo de Salmoral, en la provincia de Salamanca.
Durante los años sesenta la familia vivió cerca de la plaza de Tetuán, en Barcelona, donde el padre había conseguido un puesto en la Policía y en un bufete de abogados, además de nacer el primero de sus vástagos.
En 1970 se mudaron a Jerez de la Frontera. Allí Rufino abrió su propio despacho de abogados en la calle Descalzos, además de ostentar el puesto de concejal por la Unión de Centro Democrático entre 1979 y 1983.

### Infancia y adolescencia
Inés estudió en el colegio religioso Nuestra Señora del Pilar de Jerez, donde también recibió clases de teatro. Soñaba entonces con ser arqueóloga y mostraba gran interés por la cultura de Barcelona, ciudad donde antes habían vivido sus padres, hasta el punto de recibir clases de catalán por parte de una compañera del colegio de ese origen. También era una apasionada seguidora del Fútbol Club Barcelona.

### Carrera universitaria
A los 18 años se marchó a Sevilla para cursar Derecho (como habían hecho tres de sus hermanos) y Administración y Dirección de Empresas en la Universidad Pablo de Olavide. 
Realizó el programa Erasmus en la ciudad francesa de Niza, donde estudió un posgrado en Gestión Empresarial y Negocios Internacionales en el Instituto de Preparación para la Administración y la Gestión (IPAG).

### Carrera profesional
Tras licenciarse a los 24 años, trabajó durante año y medio como responsable del departamento de calidad y administración de la empresa MAT de servicios industriales.
Durante seis años ejerció como consultora de operaciones y estrategia en la firma D’Aleph, con sede en Barcelona, por lo que entre 2006 y 2008 se trasladó a vivir a la ciudad condal. En 2010 asistió con una amiga a un acto de Ciudadanos en el Teatro Romea y al año siguiente ingresó en dicho partido como portavoz de Juventud.

### Carrera política
Se afilió a Ciudadanos en 2011, año en el que fue elegida secretaria de Juventud del partido en su III Asamblea General.
En 2012, tras acogerse a una excedencia de su trabajo, entró en la lista por Barcelona de la formación como número 4, siendo elegida diputada autonómica del Parlamento de Cataluña en su X legislatura. Primero fue portavoz adjunta y además portavoz de su grupo parlamentario en las Comisiones Parlamentarias de Empresa y Empleo; Políticas de Lucha contra el Desempleo; Igualdad; Juventud y Reforma horaria; Consejo Asesor del Parlamento sobre Ciencia y Tecnología (CAPCIT), y Comisión de Investigación sobre la quiebra de Spanair.
Empezó a participar como contertulia en medios de comunicación (tanto de ámbito local como autonómico y nacional) en diversos programas de actualidad política. Recibió el galardón de subcampeona en la categoría de joven europeo del año 2014 de los Premios LeaDeR (Liberal Democrat Local and Regional Politicians Awards), concedidos por la Alianza de los Demócratas y Liberales en el Comité de las Regiones de la Unión Europea. 
En junio de 2015 fue designada portavoz del Grupo Parlamentario. Candidata a la presidencia de la Generalidad para las elecciones al Parlamento de Cataluña del 27 de septiembre de 2015, se convirtió en líder de la oposición después de que su partido obtuviera 25 diputados.
Se presenta como candidata a la Presidencia de la Generalidad de Cataluña por Ciudadanos para las elecciones al Parlamento de Cataluña el 21 de diciembre de 2017. Ciudadanos fue el partido más votado con 36 escaños, pero el independentismo obtuvo la mayoría absoluta. Consolidaba así su liderazgo de la oposición. Más tarde ese año, a partir de la IV asamblea general del partido, abandonó su cargo al frente de las juventudes y asumió los de portavoz del Comité Ejecutivo y secretaria de Formación.

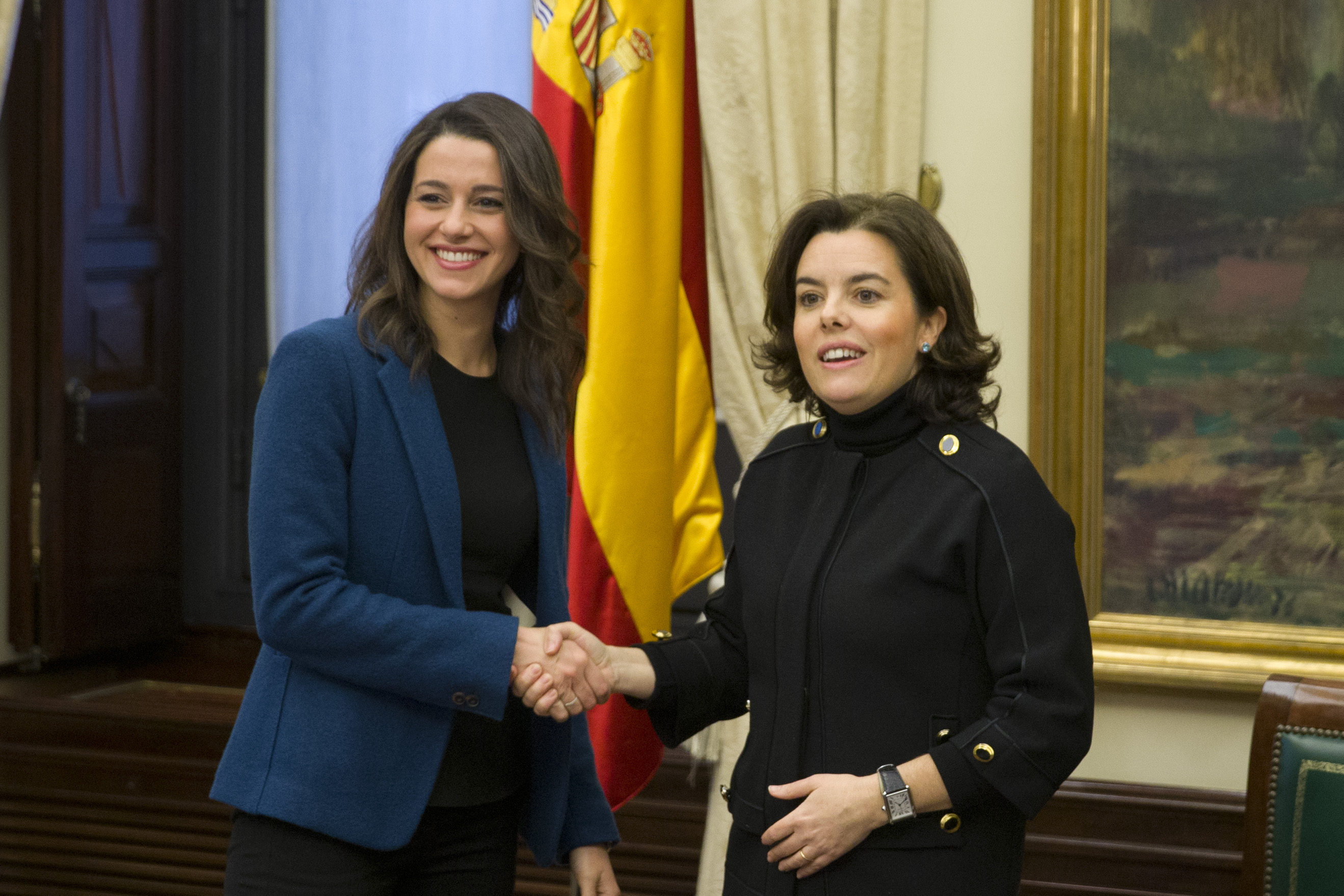
Sáenz de Santamaría se reúne con Inés Arrimadas, portavoz de Ciudadanos en el Parlamento de Cataluña

El 23 de febrero de 2019 anunció su salto a la política nacional en un acto en la madrileña plaza de la Villa. Fue elegida diputada nacional por Barcelona en las elecciones generales celebradas en abril de aquel año, siendo nombrada a su vez portavoz de la formación en el Congreso de los Diputados. Revalidó el escaño en las elecciones de noviembre y tras la marcha de Albert Rivera de la presidencia del partido ocupó el cargo de presidenta del Grupo Parlamentario en el Congreso, además del de portavoz.
De cara a la sucesión del liderazgo de Cs se presentó a las primarias para presidir el partido en su V Asamblea General. Su candidatura «Unidos y adelante» se enfrentó principalmente a la de Francisco Igea, «Ciudadanos eres tú», entre numerosas polémicas. El 8 de marzo de 2020 fue proclamada presidenta de Ciudadanos tras las primarias de Ciudadanos con más del 76 % de los votos.
En 2021 afrontó sucesivas crisis en su formación, a raíz en un primer lugar del fracaso electoral de Cs en las elecciones catalanas, y más tarde de la fallida moción de censura en Murcia. En respuesta a dicha situación, amplió el Comité Permanente del partido para dar cabida a miembros críticos con su liderazgo.

## Vida privada
El 30 de julio de 2016 se casó con Xavier Cima, exdiputado de Convergencia Democrática de Cataluña quien, tras consolidar su relación con Arrimadas, dejó su carrera política.
El 29 de octubre de 2019 se anunció el embarazo del primer hijo de la pareja. El 21 de mayo de 2020 dio a luz a su hijo Álex en Madrid.
El 8 de septiembre de 2021 se anunció el embarazo del segundo hijo de la pareja. El 1 de marzo de 2022 dio a luz a su segundo hijo, Marc, en Madrid.

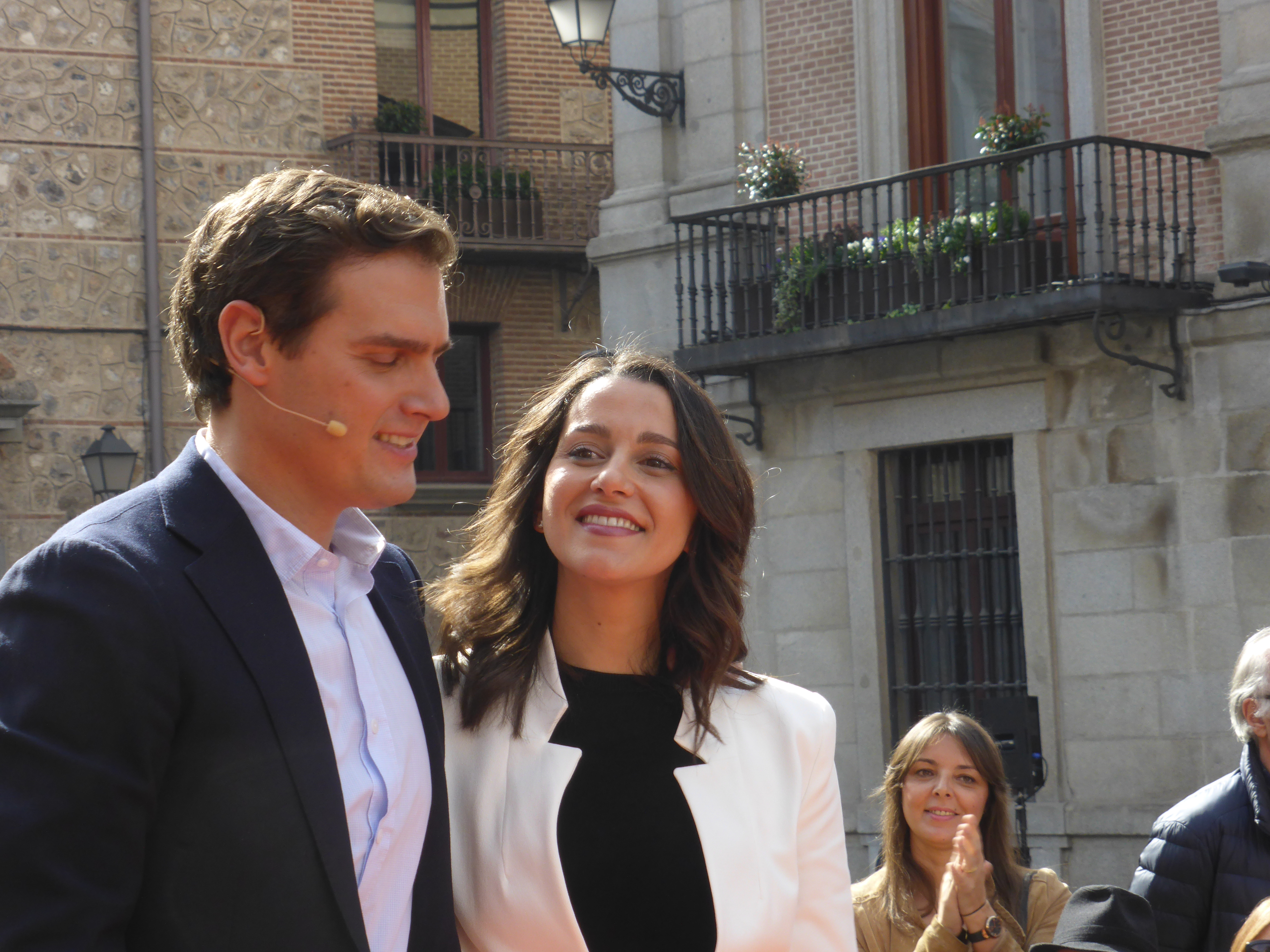
Inés Arrimadas y Albert Rivera en la Plaza de la Villa, en Madrid, España

Divorciada de Cima en 2023, en 2024 se daba a conocer su relación sentimental con el también político de Ciudadanos Guillermo Díaz Gómez.